# Coron (Palawan)
Coron è una municipalità di seconda classe delle Filippine, situata nella Provincia di Palawan, nella regione di Visayas Occidentale.
La municipalità occupa un'area composta dalla parte sud-orientale dell'isola di Busuanga più l'isola di Coron, entrambe facenti parte dell'arcipelago delle Calamian.  L'insediamento principale è Coron (detta anche Coron Town), che si trova nella zona sud-est dell'isola, di fronte all'isola di Coron.
La municipalità di Coron è formata da 23 baranggay:
- Banuang Daan
- Barangay I (Pob.)
- Barangay II (Pob.)
- Barangay III (Pob.)
- Barangay IV (Pob.)
- Barangay V (Pob.)
- Barangay VI (Pob.)
- Bintuan
- Borac
- Buenavista
- Bulalacao
- Cabugao

- Decabobo
- Decalachao
- Guadalupe
- Lajala
- Malawig
- Marcilla
- San Jose
- San Nicolas
- Tagumpay
- Tara
- Turda